# Swiftia dubia
Swiftia dubia är en korallart som först beskrevs av Thomson 1929.  Swiftia dubia ingår i släktet Swiftia och familjen Plexauridae. Inga underarter finns listade i Catalogue of Life.